# Lasiacis maculata
Espèce
Synonymes
selon tropicos :
- Lasiacis acuminata Swallen
- Lasiacis guaranitica (Speg.) Parodi
- Lasiacis patentiflora Hitchc. & Chase
- Lasiacis sorghoidea (Desv. ex Ham.) Hitchc. & Chase
- Lasiacis sorghoidea var. patentiflora (Hitchc. & Chase) Davidse
- Lasiacis sorghoidea (Desv. ex Ham.) Hitchc. & Chase var. sorghoidea
- Lasiacis swartziana (Hitchc.) Hitchc.
- Panicum agglutinans Kunth
- Panicum arborescens Sieber ex Trin.
- Panicum divaricatum var. agglutinans (Kunth) Hack. ex Sodiro
- Panicum divaricatum var. latifolium Schltdl. & Cham.
- Panicum fuscum Sieber ex C. Presl
- Panicum fuscum Sieber ex Griseb.
- Panicum glutinosum Lam.
- Panicum guaraniticum Speg.
- Panicum lanatum Sw.
- Panicum lanatum var. sorghoideum (Desv. ex Ham.) Griseb.
- Panicum maculatum Aubl. - Basionyme
- Panicum maculatum Aubl. var. maculatum
- Panicum maculatum var. pilosum E. Fourn.
- Panicum martinicense Griseb.
- Panicum orinocense Willd. ex Spreng.
- Panicum praegnans Steud.
- Panicum sorghoideum Desv. ex Ham.
- Panicum swartzianum Hitchc.[2]

selon GBIF :
- Lasiacis acuminata Swallen
- Lasiacis guaranitica (Speg.) Parodi
- Lasiacis patentiflora Hitchc. & Chase
- Lasiacis sorghoidea (Ham.) Hitchc. & Chase
- Lasiacis sorghoidea var. patentiflora (Hitchc. & Chase) Davidse
- Lasiacis swartziana (Hitchc.) Hitchc.
- Panicum agglutinans Kunth
- Panicum arborescens Sieber
- Panicum arborescens Sieber ex Trin.
- Panicum arborescens Willd.
- Panicum divaricatum var. agglutinans (Kunth) Hack. ex Sodiro
- Panicum divaricatum var. lanatum Schltdl. & Cham.
- Panicum divaricatum var. latifolium E.Fourn.
- Panicum divaricatum var. latifolium Schltdl. & Cham.
- Panicum fruticosum Salzm.
- Panicum fruticosum Salzm. ex Steud.
- Panicum fuscum Sieber
- Panicum fuscum Sieber ex Griseb.
- Panicum fuscum Sieber ex Presl
- Panicum glutinosum J.Presl
- Panicum glutinosum J.Presl ex Griseb.
- Panicum glutinosum Lam.
- Panicum guaraniticum Speg.
- Panicum lanatum Sw.
- Panicum lanatum var. sorghoideum (Ham.) Griseb.
- Panicum maculatum Aubl. - Basionyme
- Panicum maculatum Rchb.
- Panicum maculatum Rchb. ex Schltdl.
- Panicum maculatum var. maculatum
- Panicum maculatum var. pilosum E.Fourn.
- Panicum martinicense Griseb.
- Panicum megacarpum Steud. ex Griseb.
- Panicum orinocense Willd.
- Panicum orinocense Willd. ex Spreng.
- Panicum praegnans Steud.
- Panicum pregnans Steud.
- Panicum sorghoideum Ham.
- Panicum swartzianum Hitchc.[3]

Lasiacis maculata est une espèce de plantes monocotylédones de la famille des Poaceae, sous-famille des Panicoideae, d'origine néotropicales.

## Description
Lasiacis maculata est une herbe cespiteuse vivace ressemblant à un bambou, à chaume d'abord érigés, puis arqués et scandant, hauts de 1 à 2,5 (10) m.
Les feuilles comportent une gaine pubescente sur le dos, souvent avec des poils papillaires-hispides.
Les marges du sommet de la gaine, de la gorge et du collet sont généralement densément pileuses.
La ligules discrètes, membraneuses, et généralement ciliées est longue de 0,8-1,3 mm.
Le limbe mesure 14-22 x 2,3-3,1 cm, est de forme lancéolées, avec les deux surfaces plus ou moins pubérulentes ou veloutées.
L'inflorescence est pyramidale, longue de 14-23 cm, avec le rachis et les ramifications scabres, les plus basses étant ascendantes.
Les Épillets sont de forme elliptiques à obovales, longs de 3,2-3,9 mm.
La glume inférieure est longue de 1,4-1,9 mm avec 7-9 nervures.
La glume supérieure comporte 9-11 nervures.
Le fleuron supérieur est mâle ou stérile.
Le lemme est similaire à la glume inférieure.
Le paléa est bien développé, hyalin,.

## Répartition
On rencontre Lasiacis maculata du sud du Mexique et des Antilles jusqu'à l'Argentine en passant par l'Amérique Centrale, les Caraïbes, la Colombie, le Venezuela, le Guyana, le Suriname, la Guyane, l'Équateur, le Pérou, le Brésil, la Bolivie, et le Paraguay.

## Écologie
Lasiacis maculata pousse dans les lisières forestières, les bords de routes, les végétations secondaires, à 0 à 1 000 (−1 800) m d'altitude. Il atteint son pic de floraison dans les Guyanes en septembre et octobre.

## Taxonomie
Une synthèse sur la nature exacte de ce taxon a été publiée en 2010.

## Histoire naturelle
Cette espèce a été initialement décrite par Plumier dans la région des Caraïbes au XVIIe.
En 1775, le botaniste Aublet valide cette espèce en la citant dans la diagnose suivante : 

« 5. PANICUM (maculatum) ſcandens, caule arundinaceo.
Milium arundinaceum, ſcandens & maculatum. PLUM. Mſſ. 4. tab. 82.

Cette plante ſe plait au bord des rivières. »

— Jean_Baptiste_Christian_Fusée-Aublet, 1775.